# Leonia Milito
Maria Milito, in religione madre Leonia (Sapri, 23 giugno 1913 – Cambé, 22 luglio 1980), è stata una religiosa italiana, fondatrice delle Missionarie di Sant'Antonio Maria Claret.

## Biografia
Nata nel 1913 a Sapri da Gabriele e Anna Maria Grisi, iniziò sedicenne la sua militanza nell'Azione Cattolica.
Abbracciò la vita religiosa tra le Povere figlie di Sant'Antonio nel 1935 e nel 1937 fu nominata maestra delle novizie.
In veste di rappresentante legale della superiora generale, nel 1953 accompagnò un gruppo di suore in partenza per il Brasile e, rientrata in patria, nel 1954 fu nominata delegata generale per le case in Brasile.
Nel 1956 lasciò le Povere figlie di Sant'Antonio e il 19 marzo 1958, sotto la guida del missionario claretiano Geraldo Fernandes Bijos, vescovo di Londrina, fondò la nuova congregazione delle Missionarie di Sant'Antonio Maria Claret, di cui fu la prima superiora generale.
Morì in un incidente automobilistico nel 1980.
Ottenuto il nulla osta dalla Santa Sede, nel 1998 si aprì a Londrina l'inchiesta diocesana in vista del processo di beatificazione e canonizzazione della religiosa, conclusasi nel 2003. La Congregazione delle Cause dei Santi il 16 gennaio 2004 ha decretato la validità giuridica all'inchiesta.